# Smog

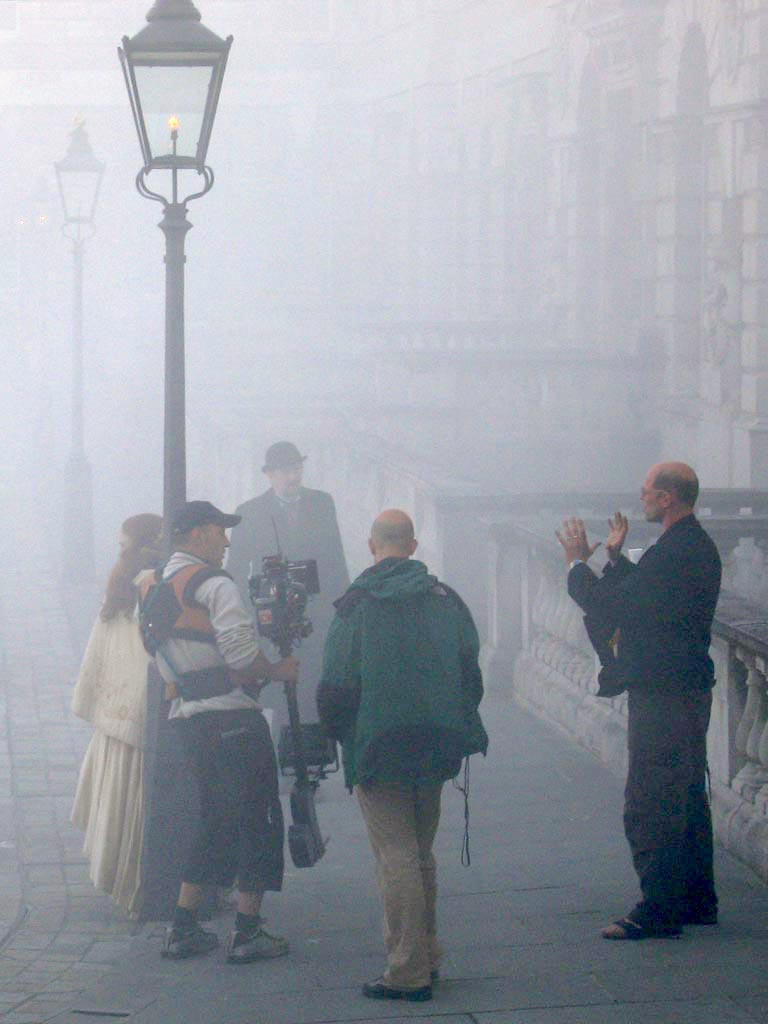
Smog în Londra.

Smogul este un tip de poluare a aerului, un cuvânt format in limba engleză din smoke=fum și fog=ceață. Oamenii au început să folosească termenul pentru a descrie modul în care ceața obișnuită devenea mai groasă și mai întunecată datorită fumului emanat de coșurile fabricilor.
Din punct de vedere științific, smog-ul denotă o concentrație mărită a poluanților din aer deasupra unei zone dens populate având condiții meteorologice deosebite (de exemplu inversiune termică). În general, smog-ul apare numai în timpul vremii cu vânt slab.
Smogul clasic este rezultatul arderii cărbunilor si este un amestec de fum si dioxid de sulf.
Smogul fotochimic este un tip de smog ce include o mixtură de agenți poluanți cum sunt ozonul sau VOCs. Acest tip de smog aparține industriei moderne.

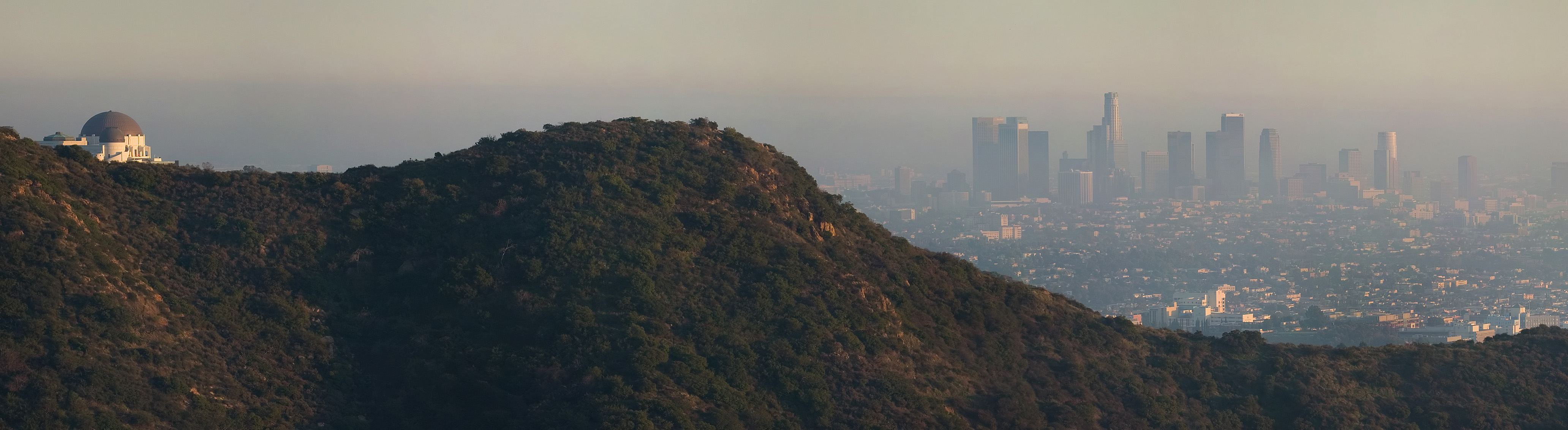
Smog în Los Angeles